# Nasria Baghdad-Azaïdj
Nasria Baghdad-Azaïdj (sinh ngày 29 tháng 10 năm 1971) là một vận động viên chạy đường dài người Algérie. Cô đã tham gia cuộc thi marathon nữ tại Thế vận hội Mùa hè 2004, trong đó cô không hoàn thành cuộc đua.